# 清川麗奈
清川 麗奈（きよかわ れいな、1995年11月4日 - ）は、日本のアイドル、ストリーマー、コスプレイヤー。元 READY TO KISSのメンバー。現在は、e-sports関連のイベントや番組に出演している。2021年からは、「e-sportsリーグ」LJLにてアシスタントMCを務め、riot gamesのグッズ販売番組にも出演。フリーランスで活動中。（株式会社GLOEとはエージェント契約を締結している。）

## 人物
- アイドルグループのセンター、メインボーカルであったにもかかわらず、給料の大半をゲームに課金する、お風呂にあまり入らない、パジャマで仕事に行くなど、清楚な見た目からはかけ離れた『乱れ女子』である[1]。
- 好きな食べ物はラーメン全般。嫌いな食べ物はキウイフルーツ、チョコレート。
- 食べても太らない体質である。
- 大学時代はココス、TSUTAYA、ライブハウス、塾でバイトしていた。
- 趣味はゲーム（音楽リズムゲーム、MMORPG、FPSやカードゲーム、Steam等 様々なジャンルのゲームを好む）。アイドル鑑賞。コスプレ。
- カードゲームアプリShadowverseはマスターランクの実力がある。
- 最近では、League of LegendsとFINAL FANTASYシリーズ、モンスターハンター、チームファイトタクティクス、ストリートファイター6を主にプレイする。Steamのゲームをプレイすることもしばしばある。
- Twitchでもゲーム配信を積極的に行ない、ゲームのインフルエンサーとしても活躍。
- 2021年からはeスポーツリーグ、League of Legends Japan League(LJL)アシスタントMCとしても活躍[2]。
- League of Legends 2v2トーナメント『光の番人- INVITATIONAL - 』にストリーマーとして出演し元プロ等格上を相手するも準優勝する。
- ファイナルファンタジーXIV:漆黒のヴィランズのストーリーに夢中になりすぎて病気になったり、配信中に近隣住民から苦情がくるなどゲームでのエピソードには過激なものが多い。
- 幼少期からハンゲームのハンジャンと、見知らぬ人とのチャットを好んでやっていた。
- 父の影響でゲームが好きになる。父はストリートファイターVの豪鬼プレイヤーであり、板橋ザンギエフの大ファン。清川本人は格闘ゲームではポケットファイターのモリガンとレイレイを好む。
- ストリートファイター6ではキャミィを好む。
- 特技は、バトントワリング、サックス、水泳。
- 将来の夢はモデル（普段着はパジャマであるが、モデルを志し芸能界入りする）、プロゲーマーになること。自身の写真集を出すこと。E-Sports関連の仕事をすること。
- 好きなアイドルは柏木由紀、モーニング娘。
- 好きな声優は上坂すみれ、小倉唯。
- パジャマ、ジャージで仕事場に現れる[3]。
- READY TO KISSのシングル『成増になります』のPVで着たジャージは 早朝の撮影に遅刻しそうで前日の夜から着たままだった“リアルパジャマ”であることが判明するなど“養殖”ではない天然っぷりを披露する[1][4]。
- 性格は根暗、人見知り、気分屋で自由人。
- 自身の担当カラー白色を『お豆腐色』、ファンのことを『お豆腐組』と呼んでいる理由は「ただ目立ちたかった」から。
- 豆腐の絹と木綿の違いが分からない。

## 略歴

### 2015年
- 4月12日
  - 『GIRLS MUSIC SQUARE 1部』（TwinBox AKIHABARA）
    - SAY-LA第2期始動LIVE、新メンバーとして加入。

### 2016年
- 3月21日
  - 『READY TO KISS ワンマンLIVE「Hello Goodbye」』（渋谷 TSUTAYA O-EAST）
    - SAY-LAを卒業し、READY TO KISSへの移籍を発表。
- 3月31日
  - 『Girl’s Bomb!!~春の大祭典～』（赤坂BLITZ）にてSAY-LAを卒業。
- 4月3日
  - 夜『READY TO KISS 第3章はじまり』（TwinBox AKIHABARA）
    - READY TO KISSの新メンバーとしてお披露目される。
    - 「清川麗奈は元々READY TO KISSに加入志願で面談に来ました。その時点でREADY TO KISSに新メンバーの枠は無く、SAY-LAの活動に参加する事になりました。(中略)「このままSAY-LAをやります。」と言うのかもしれない。とも思いました。最終的には本人に委ねました。答えは「READY TO KISSでやりたい。」でした。」[5]

### 2020年
- 2月18日
  - 『清川麗奈ソロ公演』(池袋 WHITE BASE)
    - オープニングアクトHOT DOG CAT
- 12月19日
  - 『SAY-LA藤沢泉美生誕祭』にて、清川麗奈のそっくりさん『スイカ記念日』の“きよスイ”お披露目

### 2021年
- 4月29日
  - 『清川麗奈6周年ソロライブ〜きよかわーるどへようこそ〜』(青山Rizm)
    - ソロ曲『気まぐれクレッシェンド』お披露目
- 6月27日
  - 『LJL 2021 Summer』にアシスタントMCとして参加
- 6月30日
  - 9月6日の卒業公演をもってREADY TO KISS卒業および事務所退所を発表
    - 「アイドルとしての夢、そして個人の夢も叶って幸せすぎるアイドル人生でした」[6]
- 8月7日
  - League of Legends 2v2トーナメント『光の番人- INVITATIONAL - 』にストリーマーとして出演[7]
- 8月16日
  - 自身が作詞に参加したソロ曲『気まぐれクレッシェンド』配信始まる[8]
- 9月6日 
  - 『清川麗奈卒業公演 -革命記念日 破壊からの創造-』にてREADY TO KISSを卒業し、所属事務所 I-GETを退社する[9]。

### 2022年
「e-sportsリーグ」LJLを始めとしたゲームイベント等に出演している。

## メディア情報

### 雑誌等掲載
- 2016年7月5日、『漫画アクション 14号』清川麗奈「次世代ライブアイドル大特集‼」
- 2017年11月30日、『アイドルヴィレッジ2018年1月号』清川麗奈
- 2020年2月20日、『原宿POP MAGAZINE vol.02』

### テレビ・ラジオ・ネット配信等
- 2017年3月25日、FM KITAQ『清川麗奈のDETANサタデー』放送開始
- 2018年2月24日、FM-PORT 79.0 ｢WEEKEND COLOR｣ゲスト出演
- 2018年2月26日、「市川美織にアイドルを学ぶ～NEXTアイドルをさがせ！」ゲスト[10]
- 2019年7月10日：『黒い砂漠モバイル』公式サポーター就任[11]
- 2019年2月20日、テレビ東京「吉本坂46が売れるまでの全記録」- ゲスト出演
- 2020年5月31日、『MSS2020 Japan Influencer 2v2 Tournament』League of Legendsの配信イベントにインフルエンサーとして出演。[12]
- 2021年5月10日、『小川麻琴とへなぎのIDOBATA RADIO!!』にゲスト出演
- 2021年5月17日『小川麻琴とへなぎのIDOBATA RADIO!!』にゲスト出演
- 2021年6月2日、A&G ARTIST ZONE THE CATCH【煌めき☆アンフォレントのザキャッチ】にゲスト出演[13]
- 2021年7月11日、関西テレビ系『村上マヨネーズのツッコませて頂きます!』「乱れ女子に説教させて頂きます！第4弾」に乱れ女子として出演[1]
- 2021年8月17日、League of Legends『光の番人- INVITATIONAL - 』2v2トーナメントにインフルエンサーとして出演。準優勝する。[14]
- 2021年9月17日、『しゃるる・らいじん・たぬき忍者のフライデーLoLパーティ』にオンラインゲストとして出演。[15]
- 2021年11月27日、「ワイリフ１周年記念 配信祭」のLJLプロプレイヤーも参戦！戦場：ワイルドリフト・ムンドvsムンド！ワイリフ ムンドッチボールのコーナーにゲスト出演
- 2022年5月16日、ZETA DIVISION主催『The K4sen -League of legends』にチームらい×らいとして出演。
- 2022年9月9日 LJLキャスターカスタム
- 2023年~『ポチってeですか？』Riot Gamesのグッズ販売番組のMCを務める。
- 2023年7月9日 『e-spoerts land radio』第2日曜日のパーソナリティ
- 2023年11月9日 LJLキャスターカスタム
- 2023年11月10日 鰹節杯ストリーマーエキシビジョンマッチ
- 2024年~ e-Sports情報番組『TAIYORO TV』のMCをシンイチロォと共に務める。
- 2024年3月6日 『#E5なう！大御所ゲーム三昧！ #ワイリフ 特集！presented by #Elgato』に出演

### その他イベント等
- 2017年1月30日・31日、舞台『小倉ちゃちゃちゃラジオpresents 「初恋レストラン」』出演
- 2017年5月9日・10日、舞台『初恋ちゃちゃちゃランド』出演
- 2017年11月21日、イベント『Kawaii Hijabi Collection』に、ロリータモデルとして出演[16]
- 2019年6月22日、舞台『コンピヨ3』（ヨシモト∞ホール ステージⅠ）出演
- 2019年9月9日、舞台『コンピヨ4』（ヨシモト∞ホール）出演
- 2021年6月27日 - 、LJL 2021 Summer Split - アシスタントMC （ヨシモト∞ホール）
- 2021年11月5日、『コミュファ esports stadium NAGOYA』にて行われたDetonation Focus Me オフラインミーティング にMCとして参加。
- 2021年11月7日、リーグ・オブ・レジェンド初のアニメーションシリーズ、ARCANE（アーケイン) の配信を記念して、ベルサール秋葉原での「ARCANE DAY」(アーケイン・デイ)に会場リポーター、インフルエンサーとして出演。
- 2021年11月28日、『全日本eスポーツ実況王決定戦』に、アシスタントMCとして出演。
- 2021年12月4日、『群馬県企業等対抗社会人eスポーツリーグ』に、メインMCとして出演。
- 2021年1月19日、『群馬県企業等対抗社会人eスポーツリーグ』に、メインMCとして出演。
- 2021年1月24日、『群馬県企業等対抗社会人eスポーツリーグ』に、メインMCとして出演。
- 2021年1月29日、『群馬県企業等対抗社会人eスポーツリーグ』に、メインMCとして出演。
- 2021年2月2日、『群馬県企業等対抗社会人eスポーツリーグ』に、メインMCとして出演。
- 2022年 LJL 2022 Spring＆Summer Split - アシスタントMC
- 2023年 LJL 2023 Spring＆Summer Split - アシスタントMC
- 2023年5月14日　Dream hack Japan「LJL 2023 SCOUTING GROUNDS」アシスタントMC
- 2023年8月20日 LJL2023 summer split Finals （幕張メッセ）アシスタントMC
- 2023年8月26日 Streamer Jam 『Tik⭐︎Star』として伊山摩穂・髙橋麻里と共にライブ出演
- 2024年1月6日Sengoku Gaming LoL交流会Special in チャレパ MCとして出演

## 作品

### 全世界配信アルバム『reset』
2016年8月3日配信　KKBOX（7月27日先行配信）、iTunes Store、Apple Music、LINE MUSIC、AWA、レコチョク、dミュージック、dヒッツ、レコチョクBest、NINTENDO 3DS、Spotify、amazonmusic、music.jp、oricon、LISMO Store、ひかりTVミュージック、replay、音楽（OTORAKU）、Google Play Music、スマホでUSEN
1. Chu Chu
2. 告白
3. STAR LIGHT 〜星色のこの気持ち、空に映れ〜
4. 永遠に

### 3rdシングル『READY TO KISS』
2017年9月13日発売　発売元：キングレコード
- 通常盤　KICM-1802
- 初回限定盤『清川麗奈ver.』　KICM-91797

1. READY TO KISS
2. エメラルド・クリームソーダ
3. STAR LIGHT〜星色のこの気持ち、空に映れ〜(2017 version)
4. 秒シミュレーション (2017 version)

### 4thシングル『成増になります』
2018年2月13日発売　発売元：キングレコード
- 通常盤　KICM-1833
- 初回限定盤『清川麗奈ver.』　KICM-91828

1. 成増になります
2. ストロベリー・ソフトキャンディ
3. I GET CRAZY (feat．三代目パークマンサー)
4. 見つめられない (2018 version)

### 5thシングル『タイに行きタイ』
2018年9月5日発売　発売元：キングレコード
- 通常盤　KICM-1884
- 初回限定盤『清川麗奈ver.』　KICM-91879

1. タイに行きタイ
2. ゴールデン・マンゴーパフェ
3. 自由な女神
4. サイレンとジェラシー

### 6thシングル『伊達だって』
2019年3月6日発売　発売元：キングレコード
- 通常盤　KICM-1928
- 初回限定盤『清川麗奈ver.』　KICM-91923

1. 伊達だって
2. ブルーベリー・ヨーグルト・スムージー
3. 絶賛インフルエンザ
4. 呉れない

### 7thシングル『その先の未来へ』
2019年12月18日発売　発売元：キングレコード
- 通常盤　KICM-2025
- 初回限定盤『清川麗奈ver.』　KICM-92020

1. その先の未来へ
2. フェアウェル・チョコバナナ・パンケーキ
3. タピオカ・ストリート
4. 秘密のアンブレラ (千葉咲乃ソロ楽曲)

### ライブDVD『2019.12.17 Zepp Tokyo ワンマン『未来へ向かって』』
2020年7月7日I-GETオンラインSHOPとWhite Castleで限定発売
- 全24曲収録　IGETV-5

### 8thシングル『NONSTOP ～Restart Dash～』
2021年2月23日発売　発売元：Prime Minister Records
- A-type PMRCD-1
- B-type PMRCD-2

1. NONSTOP ～Restart Dash～
2. Long Distance ～長距離エアプレイン～(Siam☆Dreamとのコラボ曲)
3. 嘘つき、キツツキ
4. ミラクル・ハッピーバースデー

### ライブDVD『2020.10.20 TSUTAYA O-EAST ワンマン『NONSTOP〜Restart Dash〜』』
2021年7月13日GETオンラインSHOPとWhite Castleで限定発売
- 全16曲収録　IGETV-8

### 配信限定ソロ曲『気まぐれクレッシェンド』
2021年8月16日 各種音楽サイトにて配信開始。自身が作詞に参加した王道アイドルソングである。iTunes、Spotify、Apple Music、LINE MUSIC、Amazon Musicなどの音楽配信サービスで聴くことができる。